# Stelis hurdi
Stelis hurdi is een vliesvleugelig insect uit de familie Megachilidae. De wetenschappelijke naam van de soort is voor het eerst geldig gepubliceerd in 1966 door Thorp.